# Lionel Roberts Park
Lionel Roberts Stadium – wielofunkcyjny stadion w Charlotte Amalie, na wyspie Saint Thomas, na Wyspach Dziewiczych Stanów Zjednoczonych. Jest obecnie używany głównie do meczów piłkarskich, jak również do baseballa i futbolu amerykańskiego. Stadion mieści 9000 osób.